# Ouanaminthe
Ouanaminthe (in creolo haitiano Wanament o Wanamèt; in spagnolo Juana Méndez) è un comune di Haiti, capoluogo dell'arrondissement omonimo nel dipartimento del Nord-Est.